# Mr. & Mrs. Jazz
Mr. & Mrs. Jazz è un album discografico a nome di Sue & Ralph Sharon, pubblicato dalla casa discografica Bethlehem Records nel giugno del 1957.

## Tracce
Lato A
1. It Don't Mean a Thing (If It Ain't Got That Swing) – 4:08 (Duke Ellington, Irving Mills)
2. A Nightingale Can Sing the Blues – 5:33 (Lawrence W. Markes Jr., Dick Charles)
3. A Fine Romance – 3:02 (Dorothy Fields, Jerome Kern)
4. Hugette Waltz – 2:09 (Brian Hooker, Rudolf Friml)
5. I Could Have Told You – 4:19 (Arthur Williams, Carl Sigman)
6. A Trout No Doubt – 3:10 (Ralph Sharon)

Durata totale: 22:21
Lato B
1. Mynah Lament – 5:55 (Ralph Sharon)
2. With the Wind and the Rain in Your Hair – 2:55 (Jack Lawrence, Clara Edwards)
3. Just You, Just Me – 5:03 (Raymond Klages, Jesse Greer)
4. Nothing at All – 4:43 (John Frigo)
5. That Goldblatt Magic – 4:45 (Ralph Sharon)

Durata totale: 23:21

## Musicisti
- Ralph Sharon - pianoforte
- Sue Ryan (Mrs. Sharon) - voce (brani: A2, A4, A6, B2 e B4)
- J.R. Monterose - sassofono tenore
- Joe Puma - chitarra
- Eddie Costa - vibrafono
- Milt Hinton - contrabbasso
- Jo Jones - batteria[2]